# Gemma (sommergibile)
Il Gemma è stato un sommergibile della Regia Marina.

## Storia
Dopo il completamento fu dislocato a Messina, in seno alla XXXV Squadriglia Sommergibili. 
Nel 1936 e nel 1937 svolse due crociere di addestramento nelle acque del Dodecaneso al comando del tenente di vascello Mario Ciliberto, dall'8 luglio 1936. Il 6 novembre 1936 ricevette a Crotone, città di Ciliberto, la bandiera di combattimento offerta dalla locale sezione della Lega Navale.
Prese clandestinamente parte, al comando del tenente di vascello Carlo Ferracuti, alla guerra di Spagna con una sola missione, iniziata il 27 agosto 1937 e conclusa il 5 settembre, del tutto priva di risultati (non furono nemmeno avvistate unità avversarie).
Nel gennaio 1938, ora al comando del comandante Gioacchino Polizzi (che poi fu sostituito dal tenente di vascello Vincenzo D'Amato il 12 marzo 1939), fu inviato insieme al capoclasse Perla nella base di Massaua, sul Mar Rosso; nel mese di aprile del 1939 svolse una crociera nell'oceano Indiano unitamente al Perla e con la appoggio della nave coloniale Eritrea, per verificare le qualità della classe in mari caldi nella stagione monsonica. I risultati furono sconfortanti: causa la violenza del mare (fino a forza 9) risultò impossibile impiegare l'armamento e molto difficoltoso anche solo mantenersi a quota periscopica. Fu messo anche in evidenza il fatto che si verificavano perdite del pericoloso cloruro di metile (fu proprio l'equipaggio del Perla, tornato in Mar Rosso, a sperimentare i devastanti effetti di tale gas nel giugno 1940).
Dal 20 giugno del 1939 fece ritorno in Mediterraneo e fu destinato a La Spezia, inquadrato nella XIV Squadriglia Sommergibili (I Grupsom).
All'entrata dell'Italia nella seconda guerra mondiale fu stanziato a Lero (da Brindisi), al comando del tenente di vascello Guido Lanza Cordero di Montezemolo, assegnato alla XIII Squadriglia.
Fu impiegato nell'Egeo settentrionale, svolgendo in tutto quattro missioni offensivo-esplorative, per complessive 2509 miglia di navigazione in superficie e 951 in immersione.
Più precisamente, svolse una prima missione al largo di Chio dal 10 al 15 giugno 1940, una seconda nelle acque prospicienti Sollum dal 30 giugno all'8 luglio, e una terza dal 7 al 16 agosto a settentrione di Creta; in nessuna di esse ottenne risultati.
Il 30 settembre lasciò Lero per portarsi nel Canale di Caso, ripartito in tre settori d'agguato: quello settentrionale di competenza del Gemma, che avrebbe dovuto stazionarvi sino all'8 ottobre, quello centrale dell'Ametista e quello meridionale del Tricheco. Raggiunse la sua zona il 1º ottobre, ma il 3 ricevette l'ordine di trasferirsi più a est, in un'area compresa tra Rodi e Scarpanto.
A causare la perdita del sommergibile fu un tragico caso di fuoco amico, determinato dalla confusione nella trasmissione dei messaggi. Il 6 ottobre era stato ordinato al Gemma di tornare alla base, ma questo ordine non aveva mai raggiunto il sommergibile; così come un altro sommergibile, il Tricheco, di cui si è già detto, non era stato informato della presenza del Gemma in un'area che avrebbe dovuto attraversare per un rientro anticipato a Lero, determinato dal ferimento di un uomo.
All'1:15 il Tricheco individuò il Gemma, ma, nell'oscurità e in mancanza di informazioni sulla presenza in zona di sommergibili italiani (data l'impossibilità di riconoscimento nottetempo, ogni sommergibile non identificato veniva considerato nemico se non vi erano informazioni che indicavano la presenza in zona di unità amiche) lo ritenne un'unità avversaria, e sei minuti più tardi lanciò due siluri da poca distanza: le armi colpirono a centro nave il Gemma, che affondò all'istante con tutto l'equipaggio in posizione 35°30' N e 27°18' E (a tre miglia per 78° da Kero Panagia sull'isola di Scarpanto).
Affondarono con il sommergibile il comandante Cordero di Montezemolo, altri quattro ufficiali e 39 fra sottufficiali e marinai.
Comandanti
Tenente di vascello Mario Ciliberto (1936-37);
Tenente di vascello Carlo Ferracuti (1937);
Capitano di corvetta Gioacchino Polizzi (1937-39)
Tenente di vascello Vincenzo D'Amato (12 marzo 1939 - 9 maggio 1940);
Tenente di vascello Guido Lanza Cordero di Montezemolo (10 maggio - 8 ottobre 1940).